# Evangelische Kirche Wintersweiler

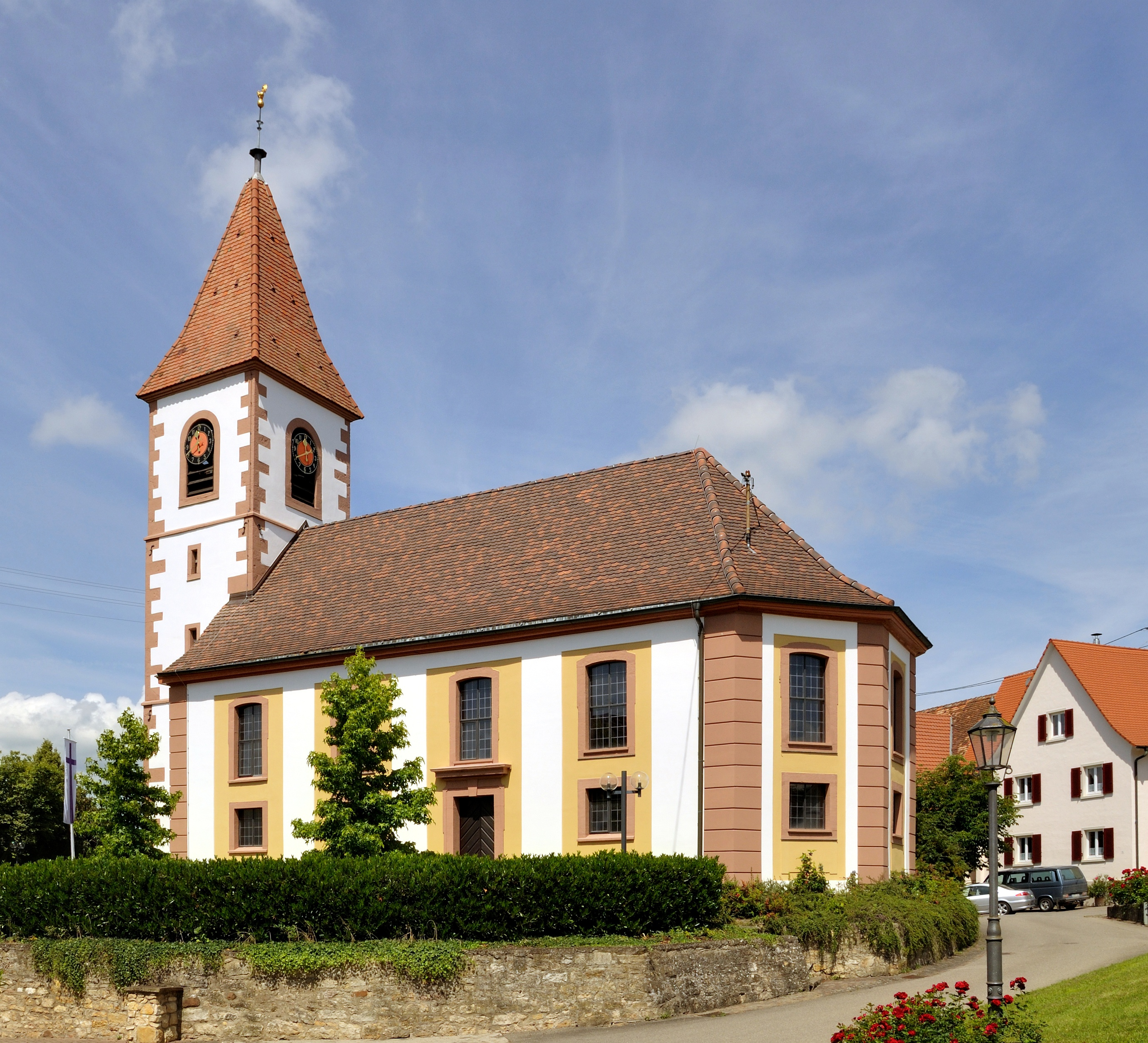
Evangelische Kirche in Wintersweiler von Südosten

Die Evangelische Kirche Wintersweiler steht im Ortsteil Wintersweiler der südbadischen Gemeinde Efringen-Kirchen. Der mittelalterliche Kirchturm der Kirche stammt aus dem 13. oder 14. Jahrhundert, das Langhaus ist ein 1765 errichteter Neubau. Ihre urkundliche Erstnennung lässt sich auf das Jahr 1402 zurückverfolgen.

## Geschichte
Eine dem Heiligen Oswald geweihte Kirche taucht urkundlich 1402 zum ersten Mal auf („kilche ze sant Oswalt ze Winterweiler“). In den Jahren 1360 bis 1370 wird eine Filialkirche von Mappach erwähnt; möglicherweise war damit die Kirche in Wintersweiler gemeint. Ältester erhaltener Teil ist der nach Westen ausgerichtete dreigeschossige Glockenturm aus dem 13. oder 14. Jahrhundert.
Das mittelalterliche Gotteshaus wurde bis auf die Grundsubstanz des Turms 1765 im damaligen Stil nach Plänen von Wilhelm Jeremias Müller neu erbaut. Der Turmhelm wurde 1806 ersetzt. In den Jahren 1946 bis 1954 fanden nach schweren Beschädigungen aus dem Zweiten Weltkrieg umfassende Instandsetzungsarbeiten statt, bei denen Jürgen Brodwolf die übertünchten Wandbilder freilegte. Während weiteren Restaurierungsarbeiten von 1975 bis 1977 ersetzte man die verloren gegangenen Bibelsprüche unter den Wandbildern.

## Beschreibung

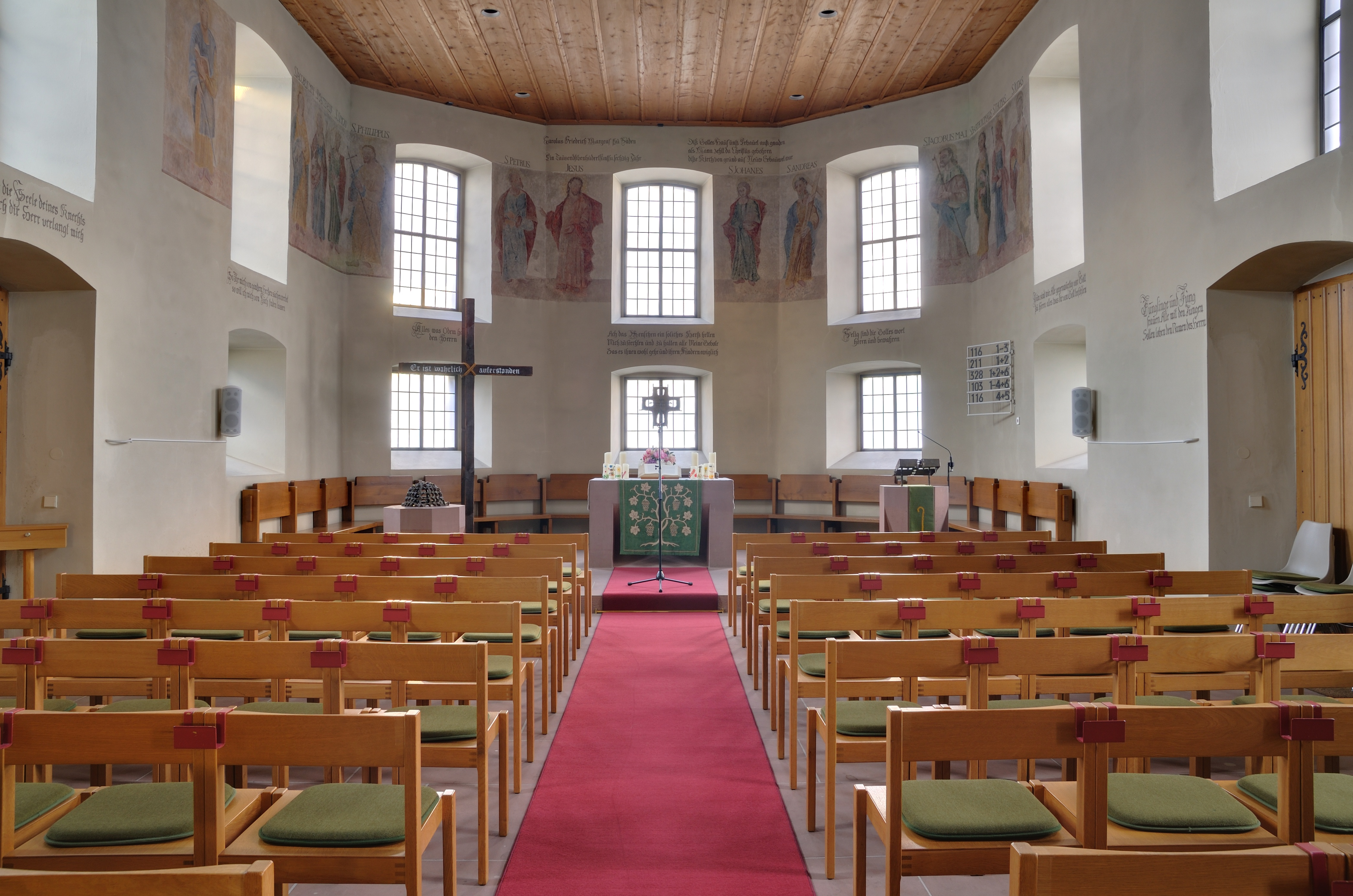
Langhaus mit Blick zum Chor

Die dicht umbaute Kirche im Dorfkern von Wintersweiler besteht aus einem dreigeschossigen Glockenturm mit Eckquaderung und einem rechteckigen Saalbau, der nach Osten von einem polygonalen Chor abgeschlossen wird. Das Satteldach ist über dem Chorabschluss abgewalmt. Der Kirchturm hat im obersten Geschoss zu jeder Seite hin eine rundbogige Klangarkade. Darauf ist im oberen Teil das Zifferblatt der Turmuhr angebracht. Der Turm wird von einem Pyramidendach abgeschlossen, das wiederum eine Turmkugel und ein Kreuz an seiner Spitze trägt. Neben dem Eingang über den Turm verfügt die Kirche an der Nordfassade über einen Seiteneingang.
Das Innere der Saalkirche ist mit einer flachen Holzdecke eingezogen. Die Wandmalereien stammen vom Liestaler Künstler Johann Jakob Stutz. Die Fresken stellen im Chor Christus umgeben von seinen elf Aposteln dar, an der Südwand des Langhauses die Kreuzigungsszene verziert mit Rokoko-Ornamentik. Nach Westen und Norden ist eine L-förmige Empore aufgestellt, die neben Sitzbänken auch die Orgel aufnimmt.

### Glocken und Orgel

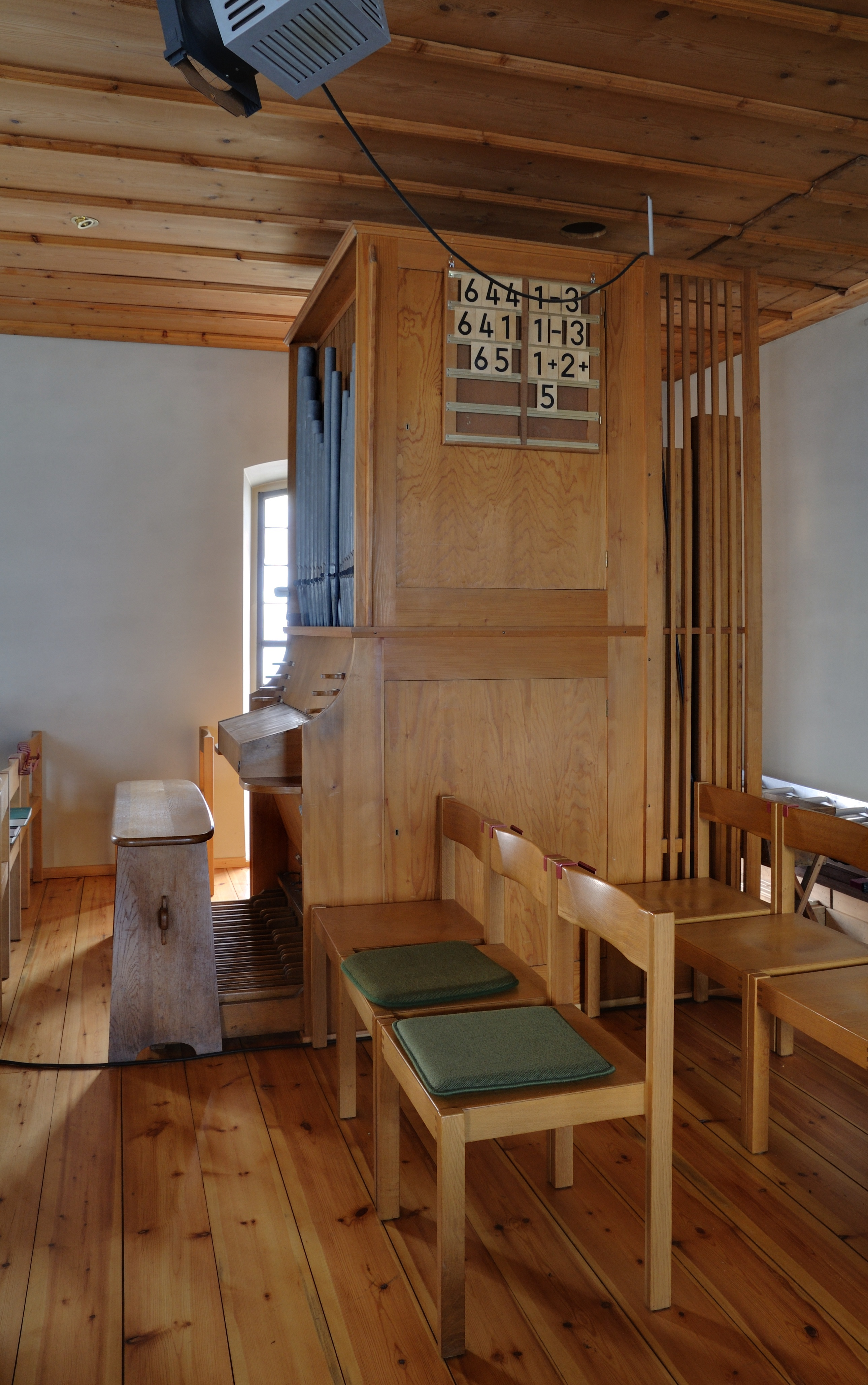
Orgel

Das dreistimmige Gussstahlgeläut setzt sich wie folgt zusammen:
| Nr. | Schlagton | Gussjahr | Gießer          |
| 1   | fis′      | 1949     | Bochumer Verein |
| 2   | a′        | 1949     | Bochumer Verein |
| 3   | cis′′     | 1949     | Bochumer Verein |

Die Orgel von E. F. Walcker wurde 1954 erbaut und arbeitet mit Schleiflade und mechanischer Traktur. Das Instrument besitzt zwei Manuale, ein Pedal und acht Register. Das Instrument entstammt der Bauserie G von Walcker.